# Mespelbrunn
Mespelbrunn – gmina w Niemczech, w kraju związkowym Bawaria, w rejencji Dolna Frankonia, w regionie Bayerischer Untermain, w powiecie Aschaffenburg. Wchodzi w skład wspólnoty administracyjnej Mespelbrunn. Leży w paśmie górskim Spessart, około 12 km na południowy wschód od Aschaffenburga, nad rzeką Elsava.

## Podział administracyjny
W skład gminy wchodzą części miejscowości (Ortsteile): Hessenthal i Mespelbrunn.

## Polityka
Wójtem jest Erich Schäfer. Rada gminy składa się z 14 członków:
|      | CSU | SPD | Wolni Obywatele 84 | Razem     |
| 2002 | 8   | 2   | 4                  | 14 miejsc |

## Zabytki i atrakcje
- zamek w Mespelbrunn

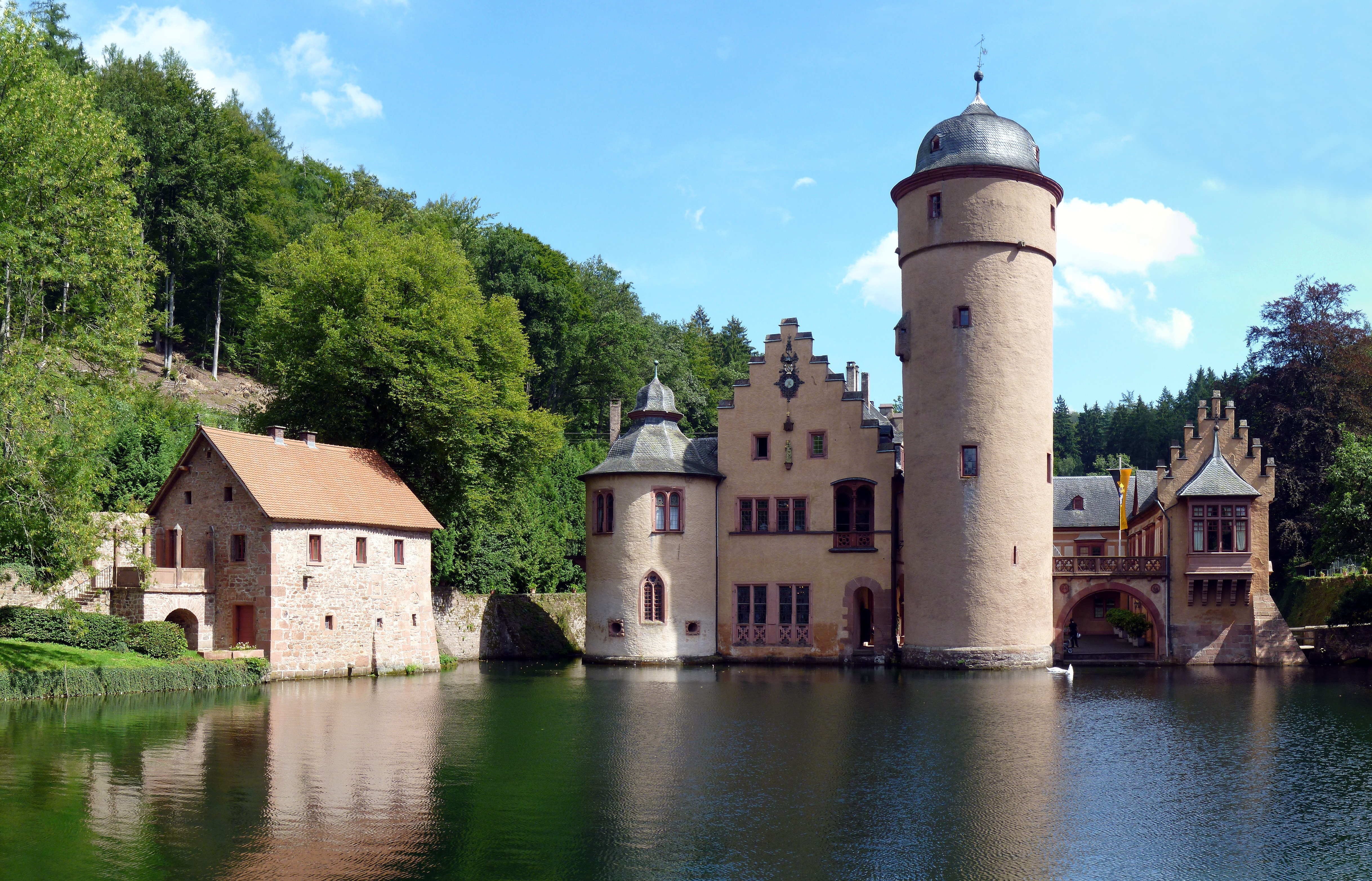
Zamek wodny w Mespelbrunn

- gotycki kościół pielgrzymkowy w Hessenthal

## Osoby urodzone w Mespelbrunn
- Jakob Brand (1776–1833), biskup Limburg an der Lahn
- Juliusz Echter von Mespelbrunn (1545–1617), biskup Würzburga